# Aloisio da Carcano
Aloisio da Carcano, noto anche come Aloisio da Milano, Aloisio da Carezano, Aleviz Milanets e Aleviz Frjazin (Алевиз Миланец, Алевиз Фрязин, Алевиз Фрязин Миланец in russo), (fl. XVI secolo), è stato un architetto italiano attivo durante il Rinascimento nel Regno russo.

## Biografia
Aloisio giunse a Mosca nel 1494 su invito di Ivan III per sostituire Pietro Antonio Solari come capo architetto di corte responsabile delle fortificazioni e dei palazzi. Nel 1495, ricostruì le mura del Cremlino di Mosca lungo il fiume Neglinnaya.
Nel periodo 1499–1508, Aloisio costruì alcune camere in pietra, che oggi costituiscono i primi tre piani del Palazzo Terem. Nel 1499 iniziò la costruzione del palazzo ducale presso la cattedrale dell'Annunciazione e della torre Borovickaja.
Nel periodo 1508–1516, provvide alla realizzazione di un fossato (in seguito soprannominato il fossato Alevizov in suo onore) lungo le mura del Cremlino sul lato della Piazza Rossa, coperto con calcare e mattoni. Detto fossato venne poi riempito nel corso del XIX secolo. Aloisio realizzò anche una diga sul fiume Neglinnaya nel 1508 e un ponte su di esso nel 1516.
Fu spesso confuso con Aloisio il Nuovo, suo contemporaneo.